# 봄바디어 이노비아 메트로

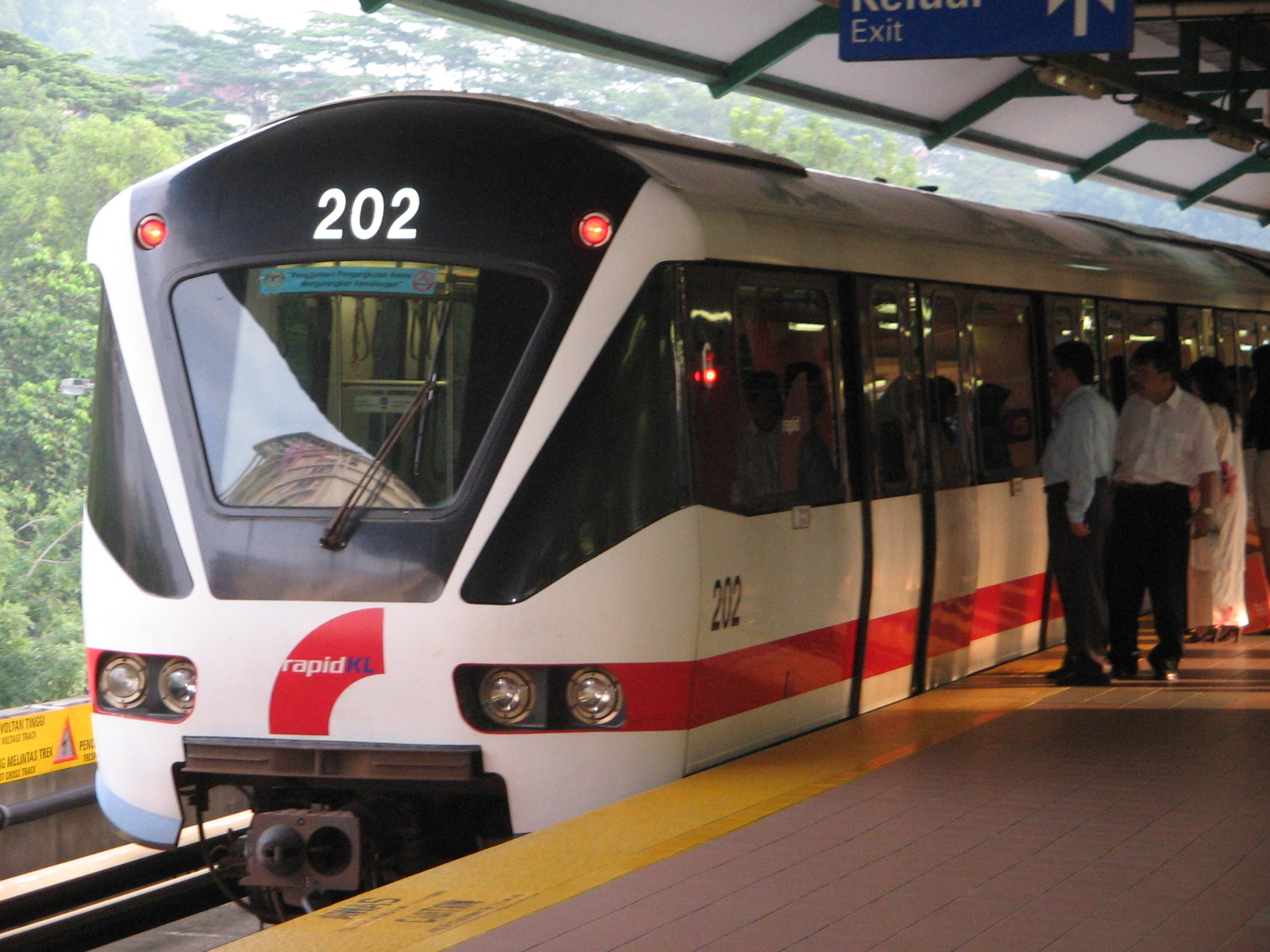
말레이시아에 사용 중인 Mark II 차량

봄바디어 이노비아 메트로 (Bombardier Innovia Metro)는 봄바디어 트랜스포테이션에서 생산하는 경전철용 차량을 가리킨다. 초기 생산분은 2량이나 4량 편성으로 운행하는 도시 철도용 차량처럼 생겼지만, 이후 차량은 2량 편성의 관절 대차를 사용한다. ART 차량은 제3궤조에서 전력을 공급받으며 철제 차륜을 사용하지만, 실제 추진력은 궤도 사이에 있는 리액션 플레이트와 연결된 선형 유도 모터에서 공급받는다.
1970년대 온타리오에서 개발되었으며, 교외 지역에 버스와 도시 철도 사이의 수송량을 공급하기 위하여 계획되었다. 개발 도중에는 ICTS(Intermediate Capacity Transit System)이라고 불렸다. ICTS 차량은 밴쿠버, 토론토, 디트로이트에 공급되었다. 1986년 온타리오 주 정부가 가지고 있었던 지분을 퀘벡에 있는 라발린에 매각한 이후 더 이상 매출이 발생하지 않았다. 이후 라발린이 재정 위기를 겪으면서 온타리오 주 정부가 다시 인수하였고, 이후 봄바디어에 매각하였다. 이후 봄바디어는 ART 시스템을 개량하여, 뉴욕, 베이징, 콸라룸푸르, 용인에 공급하였다.
현재 가장 큰 ART 시스템은 밴쿠버 스카이트레인으로, 건설 이후 여러 차례 확장을 거쳤다. 전체 노선 총 연장은 70km 정도이며, 완전 무인 운전을 사용한다.

## 역사

### 고속도로 계획
1950년대 토론토 시의 교외 지역은 고속도로를 따라서 성장하였으나, 교외에서 토론토 시의 도심지로 들어오는 도로는 크게 확장되지 않았다. 이 때문에 교통 수송 문제가 심각해졌고, 1959년 새로운 고속도로를 건설하기로 하였다. 1960년대 중반 교외 지역이 성장하면 도심 공동화가 발생할 수 있음을 인지하였다. 이때 계획된 고속도로는 토론토 대학교와 같은 인구가 많은 도심 지역을 통과할 계획이었다. 이에 지역사회에서 반대 목소리가 증가하였고, 뉴욕의 미드-맨해턴 고속도로를 취소시키는 데 큰 역할을 한 제인 제이콥스(Jane Jacobs)가 토론토로 이주하면서, 비슷한 형식으로 계획중이던 스파다니아 고속도로를 반대하는 여론을 조성하였다. 그는 이 과정에서 두 번 체포되었다.
1971년 6월 3일 온타리오 주 의회의 빌 데이비스는 "도시는 사람을 위해서 건설되었지, 자동차를 위해서 건설되지 않았다. 만약 자동차를 위한 도로를 건설한다면 스파다니아 고속도로는 좋은 선택이다. 하지만 사람을 위한 도로를 건설한다면 스파다니아 고속도로의 건설은 중단되어야 한다"고 밝혔다. 결국 이 고속도로 계획은 취소되었으며, 스파다니아 고속도로를 비롯한 계획된 고속도로가 대부분 취소되었다.

### ICTS
고속도로를 건설하는 대신 "GO-Urban" 계획이 시작되었다. 새로 생긴 GO Transit에서 세 노선의 도시 철도를 건설하기로 하였다. 기존의 도시 철도를 건설하면 운영비와 건설비가 비싼 지역에 효율적인 교통 수단을 선택하기로 하였다. 버스와 도시 철도의 중간 정도 되는 규모로 설계하였으며, 이 교통 수단은 ICTS(Intermediate Capacity Transit System)라 불렸다. 1960년대 후반에는 올바른 선택이었다.
1970, 80년대에는 토론토뿐만 아니라 다른 지역에서도 AGT 시스템 수요가 있을 것이라고 예측되었다. GO-Urban이 운영하게 될 노선망은 다른 AGT보다 한참 더 길 것이라고 생각하여, 이를 감안하여 입찰을 받았다. 1차 심사에서 14개의 제안이 통과되었다. 이후 긴 선택 절차를 거쳐서 크라우스-마페이에서 제안한 자기 부상 열차를 선택하였다. 자기 부상식을 사용하면 고가 구간에서의 소음을 줄일 수 있다. 선형 유도 모터는 동력을 공급받기 위하여 접촉할 필요가 없으므로, 눈이 오거나 얼음이 생겨도 영향을 받지 않는다. 크라우스-마페이 측은 온타리오에서 차량을 생산할 수 있도록 하고, 북아메리카 지역에 독점 판매 권한을 주었다. 시험 운행, 건설, 판매는 새로 생긴 온타리오 운송 개발 회사(Ontario Transportation Development Corporation, OTDC)에서 담당하였다.
1975년 후반에 시험선이 완공되었으나, 이후 크라우스-마페이 사는 독일 정부에서 들어오는 개발 지원금이 끊겼음을 통보하였고, 온타리오 시 측은 자기 부상 열차 계획을 취소하였다.

### 재탄생
입찰을 처음부터 다시 받는 대신, OTDC 측은 이미 존재하는 ICTS 설계를 사용하기로 하였다. 1975년 4월 14일 캐나다 교통부에서는 새로운 차량을 개발하기 위한 자금을 지원하였다. 1975년 6월 OTDC 측은 ICTS 차량을 개발하기 위한 컨소시엄을 결성하였고, 이름을 도시 교통 개발 회사(Urban Transportation Development Corporation)로 바꾸었다. 이후 다른 도시에 공급할 때, 특정한 도시에서 왔다는 사실을 드러내지 않기 위해서였다.
그 결과로 기존 자기부상 열차를 더 크게 만들고, 고무 차륜을 장착하였다. 컨소시엄에 참가한 회사는 선형 유도 모터를 공급하는 SPAR 에어스페이스, 자동 제어 장치를 공급하는 스탠다드 일렉트리크 로렌츠, 대차를 공급하는 도파스코, 차체와 시제품을 생산하는 알칸과 캐나데어로 이루어졌으며, 주도 회사는 캐나데어이다. 1976년 모든 계약이 이루어졌다.
1976년부터 1980년까지 세 시제차를 조립하였다. 첫 차량은 고무차륜 시스템의 문제를 바로 드러냈다. 선형 유도 모터는 유도 레일에서 정확히 15mm 떠 있어야 효율적으로 작동하였으며, 차륜으로 생기는 높이 차이 때문에 문제가 될 수 있었다. 이 때문에 철제 차륜으로 바꾸었으나, 곡선 궤도를 주행할 때 생기는 소음 문제를 피할 수 없었다. 결국 관절 대차에 철제 차륜을 설치하여 곡선 추종성을 개선하였다. UTDC 측에서는 미국에서 관절 대차 특허를 매입하였고, 이후 도파스코에서 개선하였다.
1969년 온타리오 주 킹스턴에 있었던 캐나다 기관차 회사가 문을 닫으면서, 새로운 산업을 유치하기 위한 로비가 있었다. 회사에 상관 없이 신기술을 시험하기 위한 공동 시험선을 건설하기 위하여, 킹스턴 외곽에 220헥타르 규모의 부지를 마련하였다. 시험선은 1978년 9월 29일 완공되었으며, 캐나다 교통 및 통신부에서 완공 행사에 참가하였다. 1.9km 규모의 타원형으로 건설되었으며, 평탄선과 각종 구배가, 분기기, 자동 제어 센터가 있다. ICTS 프로그램의 마지막 단계는 1980년 1월 31일에 끝났으며, 이 때까지 캐나다 정부는 5720만 캐나다 달러를 투자하였고, 산업체 투자분까지 합치면 총 6300만 캐나다 달러이다.

### 초기 판매
1970년대 후반에는 기술적인 문제가 대부분 개선되어서, 시스템을 안정화시키는 데 노력하였다. 이 과정이 진행되면서, UTDC 측은 여러 도시에 판촉을 시작하였다. 토론토가 주 판촉 대상이었고, 오타와, 해밀턴(온타리오주), 밴쿠버, 디트로이트, 로스앤젤리스에서 구매 의향이 있었다.
토론토에 있는 시험선이 가장 큰 문제였다. GO-Urban 계획이 취소되고, GO Transit 계획은 일반 철로도 대체되었다. 이 때문에 적당한 지역 시장은 토론토 교통국밖에 없었다. 토론토 교통국은 당시 동서 방향 블로어-댄포스 선을 연장하였고, 더 연장할 계획을 가지고 있었다. 노면 전차 기준으로 케네디 역의 공사가 시작되었을 때, 주 정부에서는 ICTS 시스템을 도입할 것을 권고하였다. 토론토 교통국 측은 예산의 75%를 차지하는 주 정부가 예산을 끊겠다고 할 때까지 관심을 가지지 않았다. ICTS로 전환하는 대신, 노면 전차 기준 예산에서의 초과분은 주 정부가 부담하는 것으로 계약을 변경하였다. 이미 승강장과 회차용 루프선이 완공되었기 때문에, ICTS에 맞게 플랫폼 높이를 높여야 했다. UTDC 측은 추가 수정 없이도 18m 반지름 루프선을 시속 10km로 회차할 수 있다고 밝혔다.
밴쿠버 측에서도 구매 의향을 밝혔다. 1986년 도시 100주년을 기념하는 교통 주제 전시회를 1978년부터 계획하였고, 1980년에 1986년 세계 박람회 개최를 확정하였다. 토론토보다 역사가 더 짧으며, 교외 지역이 더 많이 개발되었기 때문에 전통적인 도시 철도 시스템이 적합하지 않았다. UTDC 측에서 세계 박람회 출품에 관심을 가지고 있었으며, 박람회 투자자들 역시 개최 전까지 노선 건설에 관심이 있었기 때문에 협상이 빨리 진행되었다. 당시 이 프로젝트는 큰 논쟁거리였다.
디트로이트는 UMTA 프로그램에서 선택된 여섯 개의 도시 중 하나이다. 10년 동안 개발이 진행되지 않았으며, UMTA 측에서는 일단 노선을 건설하라고 하였다. UMTA에서 자금을 지원한 기술은 사용되지 않았다. 디트로이트 측에서는 독일에서 개발된 캐빈택시를 도입하려고 하였으나, 함부르크 지역의 더 큰 규모의 시스템에 집중하기 위하여 철소하였다. UTDC 측은 "바이 아메리칸" 조항 때문에 디트로이트에 지사를 설치하였다. 로널드 레이건 정권이 들어서면서 UMTA 쪽의 자금이 끊겼다. 도시 5곳 중 4곳은 개발 계획을 중단하였으며, 디트로이트와 마이애미만 개발을 진행하기로 하였다.
토론토와 밴쿠버의 공사는 잘 진행되었고, 스카보로 RT 노선이 1985년 3월 22일 개업하였고, 밴쿠버 스카이트레인이 1985년 12월 11일에 개업하였다. 토론토에서는 크고작은 문제가 있었다. 제3궤조에 눈이 얼어서 보호 커버를 씌워야 했다. 제동 강도가 너무 강해서 제동 소음이 커졌다. 자동 제어 소프트웨어의 버그 때문에 열릴 문이 열리지 않거나, 차량이 없는 곳이 차량이 있는 것으로 감지되어 비상 제동이 걸리는 등 문제가 발생하여 실제 영업이 늦추어졌다. 디트로이트에 노선이 개통된 1987년 7월 전까지 대부분 문제가 개선되었다.

### 위기
ICTS 시스템은 더 이상 팔리지 않았고, 정부 측에서도 UTDC의 영업 이익을 우려하기 시작하였다. 정부에서는 추가 구매를 무조건 UTDC에서 하도록 강제하였으나, 토론토에서 문제가 많았기 때문에 아무도 관심을 보이지 않았다. 이 조항 때문에 호커 시들리 캐나다 측은 과거에 입찰할 수 있었던 많은 시장을 잃었다. 이 때문에 50-50으로 합작 회사 캔-카 레일을 설립하여 두 제품 모두를 팔았다. 호커 시들리의 제품은 과거에도 잘 팔렸기 때문에, ITCS는 잘 팔리지 않았다.
캔-카가 다른 곳에서 성공하였으나, 1981년 정부 측에서는 UTDC를 민간에 매각하기로 하였다. 제조 사업이 없으면 UTDC 측에서 이익을 얻기 힘들다는 판단을 하였다. 만약 회사가 제조 사업을 시작하면 정부가 지분을 가질 이유도 없었다.
1986년 새 온타리오 주 정부는 UTDC를 몬트리올에 있는 라발린에 매각하였다. 라발린 측은 5천만 캐나다 달러에 매입하였고, 이는 주 정부에서 1981년까지 들인 7천만 달러에 비하면 적은 액수이다. ICTS 시스템에 생긴 초기 문제 때문에 주 정부에서 지불한 3900만 달러의 금액 때문에 매각은 큰 논쟁거리였다. 이후 호커 시들리가 가지고 있었던 캔-카의 지분도 라발린에 매각하였다.

### 봄바디어 ART
라발린에 생긴 재정 문제 때문에 파산하였으며, 매각 조항의 조건 때문에 UTDC는 온타리오 주 정부로 넘어왔으며, 1991년 봄바디어에 매각하였다. 봄바디어는 ICTS 차량을 개선하였다. 원형에 비교하였을 때, ART 차량은 더 길어져서 좌석이 더 많아졌고, 좀 더 개방된 실내 배치를 하였다.
많은 예상과 달리 에어트레인 JFK 계획에 ART 차량이 낙찰되었다. 낙찰 이후 봄바디어는 연결 통로를 넓히고, 과거 Mark I에 사용하였던 연결구와 출입문을 개선하였다. 이를 통하여 승객들은 차량 간을 쉽게 이동할 수 있으며, 더 많은 좌석을 설치할 수 있다. 이렇게 개선한 Mark II 차량은 여러 곳에서 낙찰되었고, 현재 콸라룸푸르의 켈라나 자야 선, 베이징의 공항 연결선, 용인경전철에서 사용 중이다.
현재 ICTS 시스템을 가장 많이 사용하는 곳은 밴쿠버로, ICTS 기반 노선은 총 49.5km이다. 스카이트레인은 현재 Mark I과 Mark II 차량을 모두 사용하고 있다.

## 설계

### 제어와 신호
ICTS/ART 시스템은 중앙 관제실에서 무인 운전이 가능하다. 토론토 교통국 측은 수동 운전을 원했기 때문에 차량을 수정하여 운전실을 추가하였다. 이외 모든 곳에서는 무인 운전을 사용한다.

### 선형 모터
ART는 선형 유도 모터(LIM)를 사용한다. 이를 위하여 궤도 사이에 유도 플레이트가 설치되어 있다. 모터의 크기는 작고 평면형이며, 대차와 연결되어 있지 않기 때문에, ART는 다른 도시 철도 차량에 비해서 땅에 더 가까이 붙어 있다. 비상 제동을 제외한 모든 추진력에 사용한다.

### 차량
ICTS 차량은 가벼운 알루미늄 차체와, 작은 철제 차륜을 사용한다. Mark I 차량은 전장 12m, Mark II 차량은 전장 18m다. 수요에 따라서 1, 2, 4량 편성이 가능하다.

## 사용처

### 밴쿠버

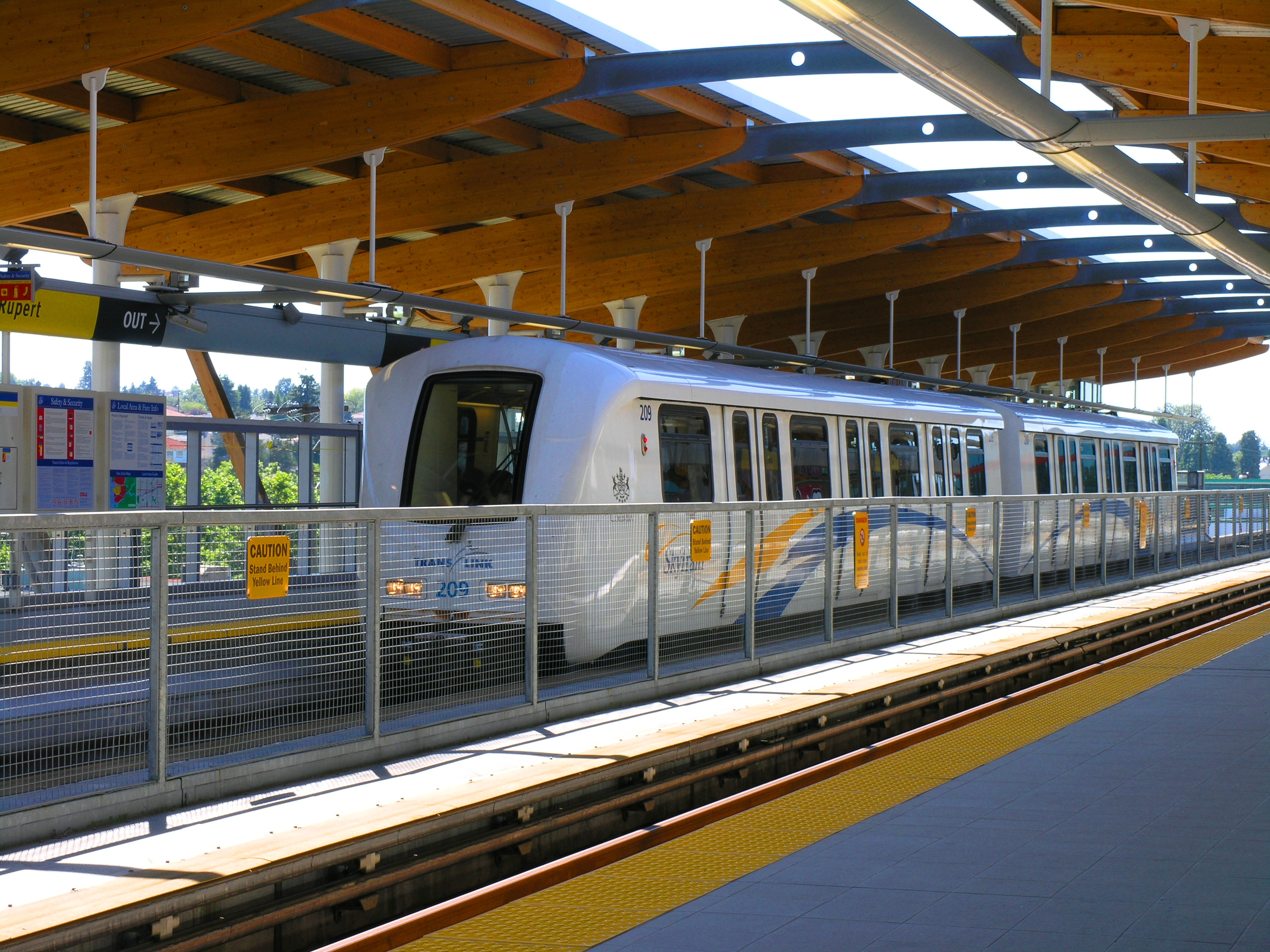
밴쿠버 밀레니엄 선의 Mark II 차량

스카이트레인은 현재 영업 중인 가장 큰 ART 시스템으로, 엑스포 선과 밀레니엄 선은 ART 방식을 사용한다. 엑스포 선은 1985년 후반에 개통되어, 1986년 세계 박람회 직전에 개통되었다. 2002년 밀레니엄 선이 개통되면서 Mark II 차량이 추가로 공급되었다. 시작부터 무인 운전을 사용하였다. 밴쿠버 시는 밀레니엄 선을 추가로 연장할 계획을 가지고 있다. 처음에는 ART 방식을 사용하지 않기로 제안하였으나, 2008년 스카이트레인의 연장으로 계획이 변경되었다.

### 토론토

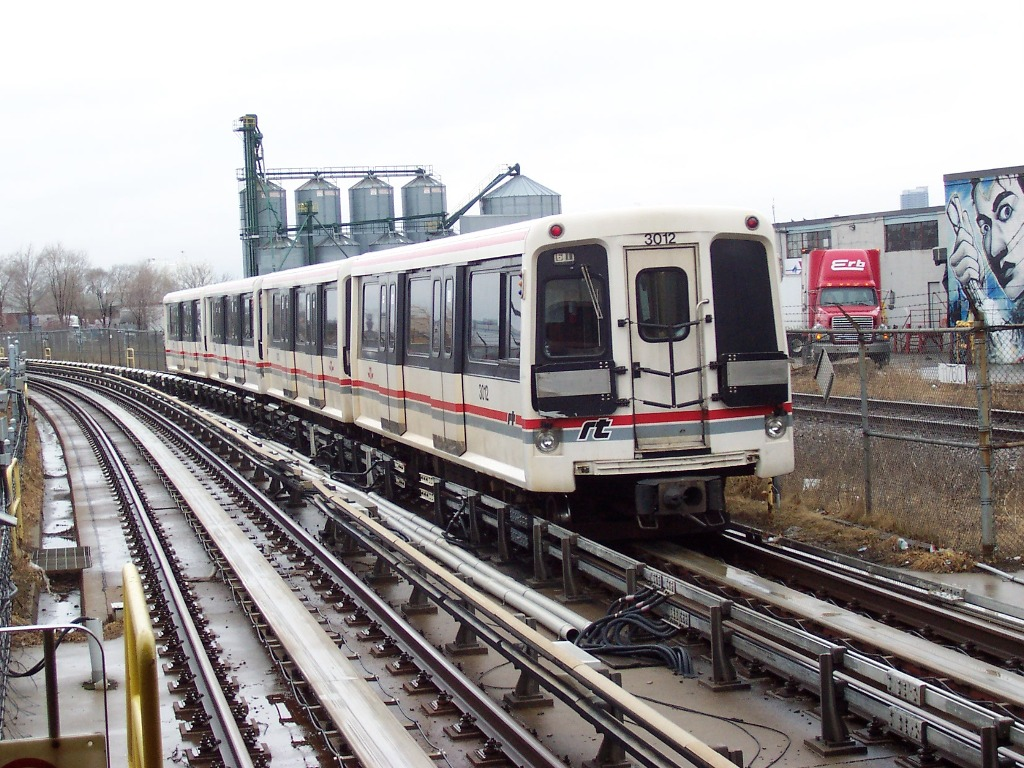
토론토에 사용 중인 Mark I 차량

1981년 토론토 교통국에서는 노면 전차를 건설하기로 하였으나, 주 정부 측에서는 ICTS로의 전환을 요구하며 자금을 끊을 것을 통보하였다. 다른 운영자에게 ICTS 시스템을 보여 주기 위한 노선으로 계획이 변경되었으며, 추가 예산은 주 정부에서 제공하였다. 스카보로 RT는 총 7km이며, 6개의 역이 설치되어 있다. 1985년 3월에 영업을 시작하였다.
ICTS Mark I 차량은 무인 운전이 가능하였으나, 토론토 교통국 측은 유인 운전을 원했다. 차량이 무인 운전을 기준으로 설계되었기 때문에 유인 운전이 가능하도록 개조하려면 비용이 비쌌다. 우선 운전석의 공간을 확보할 수 없어서 좌석을 희생하였다. ICTS의 신호 시스템은 관제실에 집중되어 있으며, 차량에는 아무것도 없기 때문에 설치 비용이 더 비싸졌다.
영업을 시작한 이후에도 문제가 생겼다. 원래 완전 자동으로 계획된 제동 시스템이 수동으로 변경되면서, 제동이 과도하게 작동하기도 했다. 이 때문에 제동 소음도 컸으며, 차륜 마모 문제도 생겼다. 이 차량이 아직까지 많이 보급되지 않았기 때문에 토론토 교통국 측은 작은 차륜을 갈아내는 장비가 없어서 150만 달러에 새로 사야만 했다. 추가적으로 선로에 생긴 흔적을 지우기 위하여 25만 달러가 더 필요하였다. UTDC 측의 주장과는 달리 18m 반경 회전 루프선을 돌 수 없었다. 6백만 달러를 주고 차량을 개선하는 대신 루프선을 사용하지 않았다.
제3궤조에 얼음이 생기는 것을 방지하기 위하여 백만 달러 이상을 쓰기로 하였으나, 이후 이 예산은 삭감되었다. 원래는 열차가 자주 다니면 제3궤조를 지나는 열차 때문에 얼음이 생기지 않을 것을 기대하였으나, 실제로는 정반대의 일이 일어났다. 열차가 지나고 궤도를 가열시키면, 눈이 아주 조금 녹았다. 이후 차량이 운행하지 않으면 눈이 다시 얼어붙었다. 토론토 지하철에 사용되었던 제3궤조 덮개를 설치하였으나, 이번에는 선형 모터의 리액션 플레이트에 눈이 쌓이는 것이 문제가 되었다.
대개 스카보로 RT는 다른 노선을 위한 환승 노선으로 사용된다. Mark I 차량은 퇴역을 기다리고 있으며, 오래된 제품을 다시 생산하는 비용이나 Mark II 차량을 위하여 개선하는 비용 둘 다가 비싸다. 스카보로 RT 노선을 연장하자는 제안이 있었으나, 2009년 4월 1일 온타리오 주 정부가 노선을 개량하자고 할 때까지 추진되지 못했다.

### 디트로이트

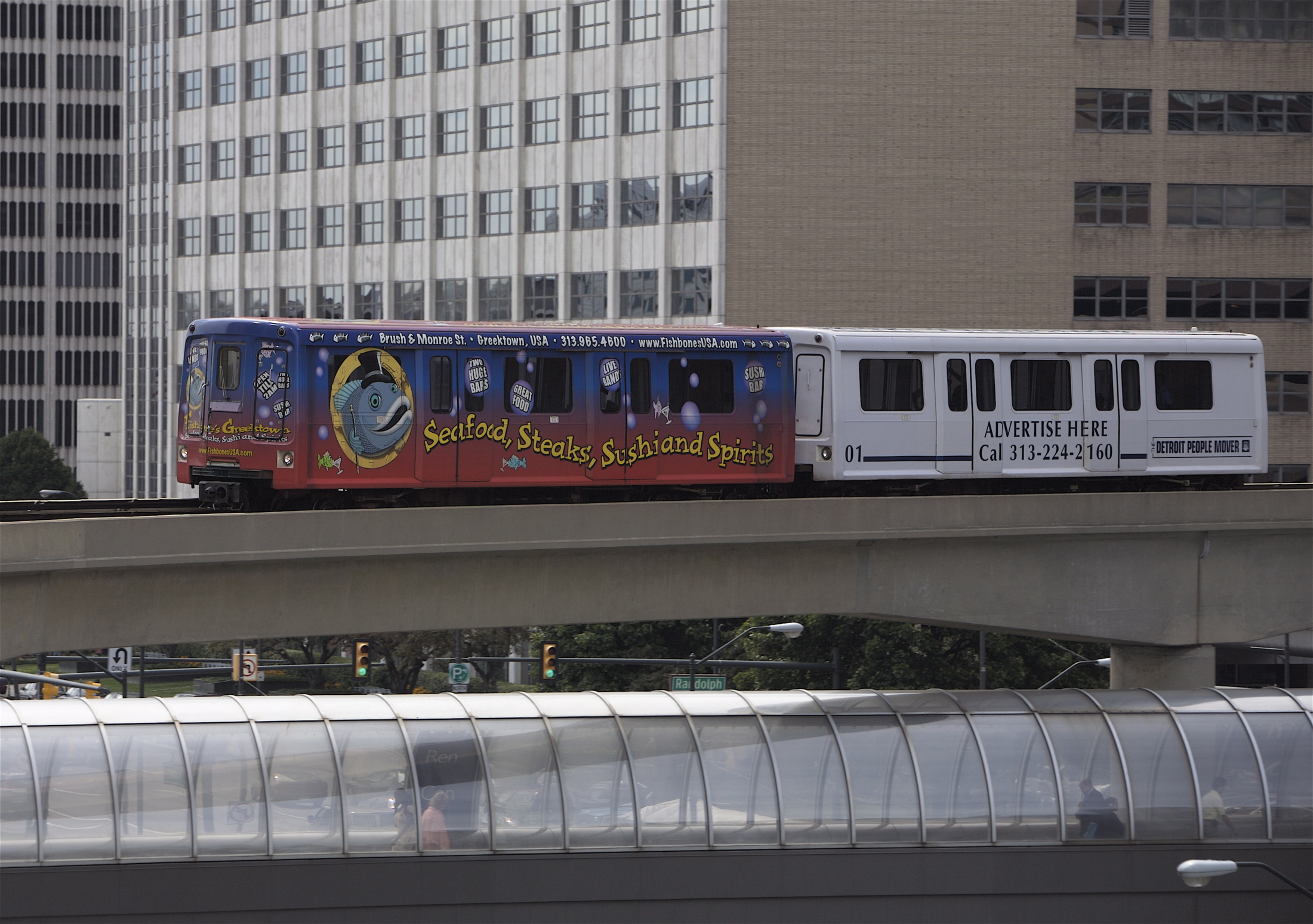
디트로이트에 사용 중인 Mark I 차량

디트로이트 피플 무버는 역이 총 13개로, Mark I 차량을 사용한다. 원래 UMTA의 계획은 도심 순환선과 교외로 뻗어나가는 노선 건설이었으나, 자금 지원이 중단되면서 순환선만 건설하기로 하였다. 현재는 4.7km 거리를 순환하면서 도심부의 제한적인 영역만 운행하며, 역간 거리가 걸어갈 수 있을 정도로 짧기 때문에 연간 수송객 수도 적다. 원래 계획대로라면 교외와 연결되는 노선이 모이는 곳이었으나, 현재는 여객 1인당 비용이 운임에 비해서 상당히 비싸다. 더 디트로이트 뉴스에 의하면, 운임은 50센트이나 1인당 수송 원가는 3달러이다.

### 뉴욕

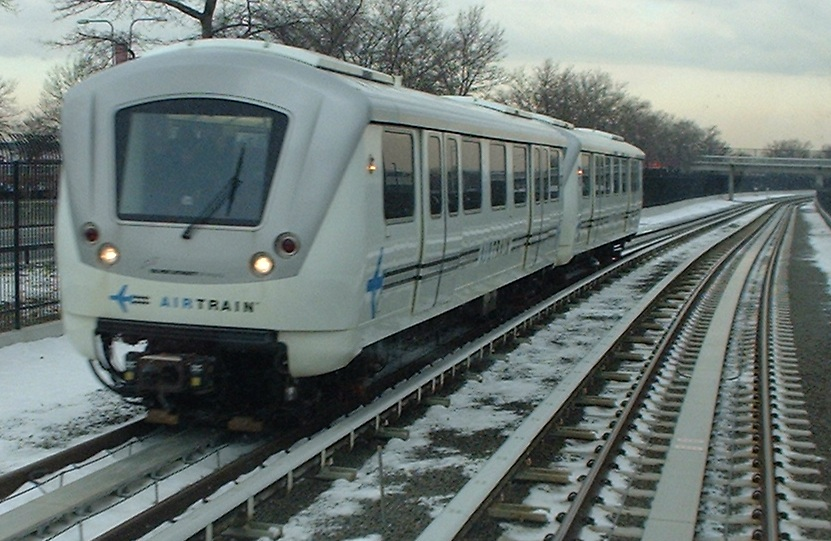
에어트레인 JFK

2003년 12월에 개통한 에어트레인 JFK는 Mark II 차량을 사용하는 무인 경전철이다. 뉴욕 지하철과 롱아일랜드 철도를 존 F. 케네디 국제공항과 연결한다. 연접 대차를 사용하지 않는 Mark II 차량 1량이나 2량을 사용한다.

### 앙카라
앙카라 지하철은 1990년대 중반에 개통하였으며, 토론토와 밴쿠버에서 사용된 기술을 적용하였다. 자동 제어 시스템은 셀트랙을 사용하며, ART와 많은 특징을 공유한다. 차량은 토론토에서 사용하는 UTDC H 계열의 수정판을 사용하며, 3량 1편성이다. 앙카라 시가 성장하면서 확장 공사가 진행 중이다.

### 쿠알람룸푸르
쿠알라룸푸르에 있는 켈라나 자야 선은 완전 자동 운전이며, 1998년 개통하였다. ART Mark II 차량을 사용하며, 영업 거리 29km에 총 역 수는 24개이다. 1단계 구간 렘파 수방 기지부터 파사르 세니 역까지는 1998년 9월 1일 첫 영업을 시작하였으며, 2단계 구간 파사르 세니부터 푸트라 터미널까지는 1999년 6월에 영업을 시작하였다. 2002년에 누적 150만명을 달성하였으며, 일일 16만명이 이용하였다. 현재 일일 17만명, 행사가 있을 때에는 35만명까지 이용객이 증가한다.
2006년에 4량 편성 차량 22편성, 옵션 13편성을 주문하였다. 2007년에는 옵션 13편성을 주문하였다. 2006년에 주문한 차량은 2008년, 2007년에 주문한 차량은 2010년 반입될 예정이다.

### 베이징

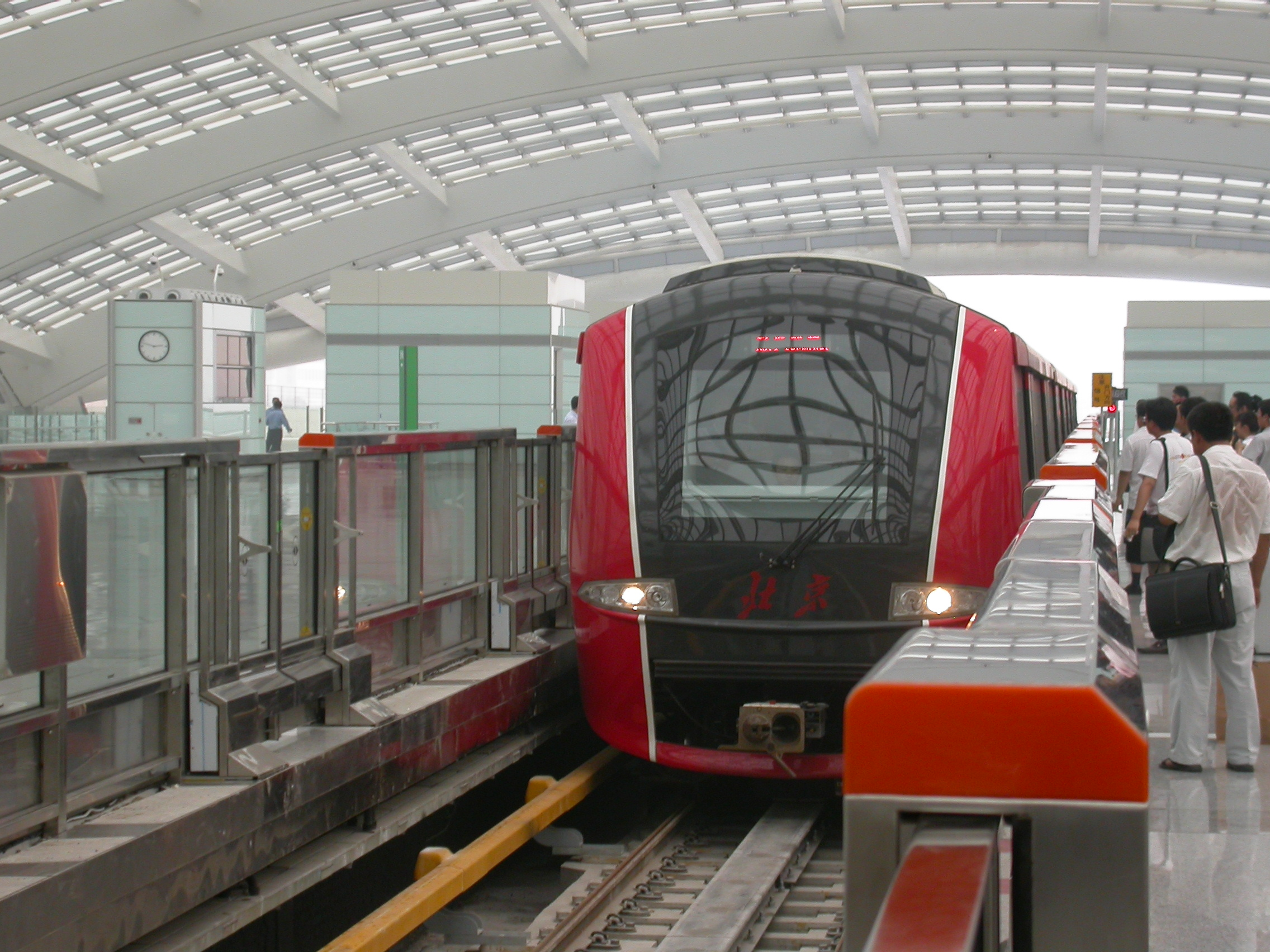
베이징에 사용 중인 Mark II 차량

베이징 지하철 공항선은 2008년 7월 개통하였으며, 중국에서 생산한 Mark II 차량을 사용한다. 총 영업 거리는 28km이며, 역 수는 4개이다.

### 용인
용인경전철은  분당선 기흥역부터 용인시청을 지나서 에버랜드 입구까지 이어지는 경전철 노선이다. 원래 계획은 2009년 개통이었으나, 분당선 연장의 공기가 지연되고 용인시와 운영사간의 분쟁이 벌어지면서 용인경전철의 개통도 지연되어 2013년 4월 26일에 정식 개통하였다.

## 시연용 차량
온타리오 주 밀해븐에 있는 UTDC 공장에 ICTS 시험차가 있다. 차량 양 끝에 문에 없다. 선두차는 가운데와 운전실에 창문이 있으며, 후속차는 가운데 쪽에만 창이 있다. 선두차의 도색은 오렌지와 흰색이며, 후속차는 회색과 오렌지색이다. 내부에는 좌석이 없으며 내장재가 없다. 2000년에는 후속차만 남아 있었으며, 현재 이 편성의 행방은 알 수 없다. ICTS 차량 목업은 토론토 교통국에 있다.

## ALRT
ALRT 차량은 1980년대 초반 GO ALRT 프로그램의 일환으로 계획되었다. 팬토그래프가 설치되어 있으며, 전장이 더 길었고, 스카보로 RT 차량의 연접 대차를 사용한 파생형이다. ALRT 차량은 고속 운행이 가능하였다. 수송 가능한 승객 수가 늘어나면서 기존의 철도 차량과 크기가 비슷해져서, 봄바디어 2층 객차와 기관차로 대체되었다. 1985년 ALRT 프로그램이 취소된 이후 ALRT 시제차는 생산되지 않았다.

## 참고 문헌
- Isaiah Litvak and Christopher Maule, "The Light-Rapid Comfortable (LRC) Train and the Intermediate Capacity Transit System (ICTS): Two Case Studies of Innovation in the Urban Transportation Equipment Manufacturing Industry", University of Toronto/York University Joint Program in Transportation, 1982년
- Michael Smith, "TTC seeking $27 million to repair Scarborough line", Toronto Star, 1986년 9월 24일
- John Sewell, "The Shape of the Suburbs", University of Toronto Press, 2009, ISBN 0-8020-9587-9